# George Miller (politico)
George Miller III (Richmond, 17 maggio 1945) è un politico statunitense, membro della Camera dei Rappresentanti per lo stato della California dal 1975 al 2015.

## Biografia
Figlio del politico democratico George Miller, Jr., membro della legislatura statale della California, Miller si laureò in legge e seguì le orme paterne. Alla morte del genitore, si candidò per il suo seggio ma venne sconfitto. Divenne così un consulente legale per conto di alcuni politici fra cui George Moscone.
Nel 1974 Miller decise di candidarsi alla Camera dei Rappresentanti e riuscì a farsi eleggere. Da allora venne sempre riconfermato dagli elettori con elevate percentuali di voto. Nel 2014 annunciò il suo ritiro dalla politica e lasciò il seggio al termine del mandato, dopo quarant'anni di permanenza alla Camera.
George Miller era considerato uno dei democratici più liberali del Congresso ed era membro del Congressional Progressive Caucus. Sposato con Cynthia Caccavo, Miller ha due figli.